# Олександрівка (Краматорська міська громада)
Олекса́ндрівка, 3-я Олександрівка — селище Краматорської міської громади Краматорського району Донецької області України. Розташоване на річці Маячка за 104 км від Донецька. Відстань до райцентру становить близько 12 км і проходить автошляхом місцевого значення.

## Населення

### Мова
Розподіл населення за рідною мовою за даними перепису 2001 року:
| Мова       | Кількість | Відсоток |
| ---------- | --------- | -------- |
| російська  | 338       | 78.42%   |
| українська | 93        | 21.58%   |
| Усього     | 431       | 100%     |

За даними перепису 2001 року населення селища становило 431 особу, із них 21,58 % зазначили рідною мову українську, 78,42 % — російську.

## Видатні уродженці
- Середа Іван Павлович — Герой Радянського Союзу.